# 伊爾吉納河
57°03′36″N 57°30′39″E / 57.06000°N 57.51083°E
伊爾吉納河（俄语：Иргина），是俄羅斯的河流，位於該國西部，屬於瑟爾瓦河的左支流，流經彼爾姆邊疆區和斯維爾德洛夫斯克州，河道全長91公里，流域面積1,150平方公里。